# Chantal Longpré
Pour les articles homonymes, voir Longpré.
Chantal Longpré, née le 14 mai 1965 à Montréal (Québec), est une administratrice québécoise.
Elle fut, du 8 juillet 2008 au 30 juin 2012, la première femme à assumer la présidence de la Fédération québécoise des directions d'établissement d'enseignement (FQDE).

## Biographie

### Études
Au niveau universitaire, Chantal Longpré opte pour l'enseignement aux élèves en difficulté. Elle complète un baccalauréat en orthopédagogie à l’Université de Montréal, une maîtrise en psychopédagogie ainsi qu’une formation en administration scolaire à l’Université de Sherbrooke.

### Carrière
Orthopédagogue dans la région de Lanaudière de 1989 à 1998, elle est directrice de l'école Émile-Nelligan de 1998 à 2002, puis directrice de l’école Saint-Louis de Terrebonne de 2002 à 2008.
Le 8 juillet 2008, elle devient la première femme à assumer la présidence de la Fédération québécoise des directions d'établissement d'enseignement (FQDE), son mandat prenant fin le 20 juin 2012. Reconnaissant l'urgence d'accorder plus d'autonomie aux établissements scolaires pour ainsi assurer une meilleure réussite des élèves, Chantal Longpré entre en politique provinciale avec la Coalition Avenir Québec en 2012. Elle est candidate dans la circonscription de Repentigny, ville où elle réside depuis plus de 40 ans.
Le 3 décembre 2012, Chantal Longpré devient directrice générale de la Fondation Jasmin Roy en remplacement de Cédrick Beauregard,. En 2014, elle obtient un poste de directrice adjointe au Collège Esther-Blondin, où on lui octroie le poste de directrice générale en 2016. 

## Anciennes fonctions
- 2004 - 2008 : Présidente de l'Association des cadres d'établissement des Affluents (ACÉDA)
- 2006 - 2008 : Porte-parole au Comité du personnel de direction des écoles (CPDE) pour toutes les associations de directions d'établissement
- 2008 - 2012 : Vice-présidente de la Fédération canadienne des directions d'école francophone (FCDEF)
- 2008 - 2012 : Présidente de la FQDE
- 2009 - 2012 : Membre du conseil d'administration de Allô prof
- 2009 - 2012 : Membre du conseil d'administration du Centre québécois de lutte aux dépendances (CQLD)
- 2010 - 2012 : Vice-présidente de la Fondation Jasmin Roy
- 2012 - 2013 : Directrice générale de la Fondation Jasmin Roy
- 2014 - 2016 : Directrice adjointe au Collège Esther-Blondin
- 2016 - 2022 : Directrice générale du Collège Esther-Blondin

## Prix et récompenses
- Prix Louis Landry pour l'intégration des élèves non voyants (2007)